# 1917 en aéronautique
Chronologie de l'aéronautique
- 1913
- 1914
- 1915
- 1916
- 1917
- 1918
- 1919
- 1920
- 1921

Cet article présente les faits marquants de l'année 1917 en aéronautique.

## Évènements
- Mise au point du tir synchronisé à travers l'hélice par le sergent Robert Alkan et Roland Garros.
- Construction de l'usine de Montaudran, à Toulouse, par Pierre-Georges Latécoère qui a obtenu un contrat pour assembler un millier de Salmson 2.

### Janvier
- 21 janvier : parti des lignes belges (Dixmude), l'as belge Edmond Thieffry survole Bruxelles, capitale occupée depuis 1914, et y lance 4 drapeaux pour soutenir le moral de la population.

### Mars
- 15 mars : première des 10 victoires homologuées d'Edmond Thieffry, as de l'aviation belge.

### Avril
- 6 avril : entrée en guerre des États-Unis. Les forces aériennes américaines comprennent alors 54 appareils (aucun d'eux n'est opérationnel), 1 dirigeable qui n'a encore jamais volé et 3 ballons pour 239 hommes et 48 officiers.

### Mai
- 6 mai : le capitaine Albert Ball, premier grand as britannique, signe sa quarante-septième et dernière victoire.

- 20 mai : un sous-marin allemand, le U-36, est attaqué et coulé par l'aviation britannique.

- 24 mai : le gouvernement français demande aux États-Unis de fournir 5 000 pilotes et 4 500 avions pour le printemps 1918.

- 25 mai : important raid aérien allemand au Royaume-Uni. 24 « Gotha » bombardent Folkestone.

### Juin
- 14 juin : premier vol du chasseur français Nieuport 28.

- 24 juin : l’aviateur Georges Guynemer est promu capitaine après 45 victoires.

### Juillet
- 27 juillet : arrivée aux États-Unis de cinq premiers de Havilland DH.4 devant servir de modèle aux constructeurs américains, techniquement dépassés à la suite des recherches menées en Europe, guerre oblige, dans le domaine militaire. À signaler que les industriels français et britanniques étaient très hostiles à cette cession technologique.

### Août
- Août : mise en place au protectorat français au Maroc d'un service postal aérien reliant les principales villes.

- 18 août :
- première liaison radio entre un avion et une station au sol en Virginie.
- fondation de l'aéronautique navale néerlandaise

- 21 août : le chasseur allemand Fokker Dr.I entre en service à Courtrai.

- 23 août : dernier grand raid aérien allemand de jour sur le Royaume-Uni. Les Allemands perdent cinq des onze dirigeables engagés.

### Septembre
- 11 septembre : le grand as français Georges Guynemer (53 victoires) est porté disparu lors d'une mission en Belgique.

### Octobre
- 19 au 20 octobre : grand raid aérien nocturne allemand sur le Royaume-Uni.

- 21 octobre : premier vol de l'hydravion Curtiss HS-1.

- 29 octobre : premier vol du clone américain du de Havilland DH.4, équipé de moteurs « Liberty ».

### Novembre
- 30 novembre : premier vol du bombardier britannique Vickers Vimy.